# Chiesa di Sant'Ippolisto
La chiesa di Sant'Ippolisto è la chiesa madre di Atripalda, in provincia e diocesi di Avellino; fa parte della zona pastorale di Atripalda.

## Storia
Il primo luogo di culto cristiano atripaldese fu forse una piccola basilica sorta sopra la cripta dei martiri nota con il nome di Specus Martyrum.
Tuttavia, la prima citazione di questo luogo di culto risale al 1098 ed è contenuta in un atto di donazione del normanno Ubone, nel quale si fa menzione, appunto, anche dell'ecclesia Sancti Ippolisti.
Nel Cinquecento venne costruita la nuova chiesa al posto dell'antico edificio paleocristiano; nel 1585 essa ottenne l'autonomia dai canonici avellinesi e nel 1598 fu elevata al rango di collegiata.
La parrocchiale venne interessata da un intervento di rifacimento e di rimaneggiamento nel 1852.
Il terremoto del 1980 arrecò alla chiesa gravissimi danni, con il crollo di parti del tetto e delle strutture murarie; essa poté essere riaperta al culto solo dopo un lungo e laborioso restauro, che, tuttavia, alterò l'aspetto ottocentesco dell'edificio.

## Descrizione

### Esterno
La facciata a salienti della chiesa, rivolta a sudovest, si compone di tre corpi: quello principale, suddiviso in due registri da una cornice marcapiano e coperto dal timpano triangolare con oculo, è scandito nella parte inferiore da quattro lesene e presenta il portale maggiore, mentre in quella superiore è caratterizzato da una finestra e da due nicchie con le statue dei Santi Sabino e Ippolisto. Nelle due ali laterali, invece, si aprono i due ingressi secondari e delle finestrelle.
Annesso alla parrocchiale è il campanile a base quadrata, la cui cella presenta su ogni lato una monofora a tutto sesto.

### Interno
L'interno dell'edificio si compone di tre navate, separate da pilastri sorreggenti degli archi a tutto sesto e abbelliti da lesene con capitelli corinzi sopra cui corre la trabeazione modanata e aggettante sulla quale si imposta un registro attico caratterizzato dalle finestre; al termine dell'aula si sviluppa il presbiterio, rialzato di alcuni, coperto dalla volta a botte e chiuso dalla parete di fondo piatta.
Qui sono conservate diverse opere di pregio, tra le quali la pala avente come soggetto il Martirio di Sant'Ippolisto, eseguita nel 1852 del partenopeo Nicola La Volpe, e l'organo, costruito nell'XIX secolo da Vincenzo Petrucci.